# Carex raleighii
Carex raleighii är en halvgräsart som beskrevs av Ernest Nelmes. Carex raleighii ingår i släktet starrar, och familjen halvgräs. Inga underarter finns listade i Catalogue of Life.